# Knox (Indiana)
Pour les articles homonymes, voir Knox.
La ville de Knox est le siège du comté de Starke, situé dans l'Indiana, aux États-Unis.

## Source de la tradition
- (en) Cet article est partiellement ou en totalité issu de l’article de Wikipédia en anglais intitulé « Knox, Indiana » (voir la liste des auteurs).